# Epibatidin
Epibatidin je alkaloid koji je prisutan u koži ugrožene ekvadorske žabe, . Te žabe su, poput drugih otrovnih žaba, poznate po svojoj sposobnosti da izdvajaj otrove iz svog plena i da ih deponuju na svojim leđima. Mnoga američka plemena koriste žablji otrov na vrhovima svojih strela. Toksin koji izdvaja Epipedobates tricolor od drigih žaba te porodice je epibatidin. Žaba koristi to jedinjenje za zaštitu od predatora. Životinja koje su mnogo puta veće mogu da uginu od malih količina epibatidina koje žaba izlučuje. 
Epibatidin, koji se izučava od 1974, je veoma jak analgetik. Istraživanja su pokazala da epibatidin proizvodi gastrointestinalne nuspojave. To daje ovom jedinjenju veoma mali terapeutski index i stoga veoma malu verovatnoću da će ući u kliničku upotrebu.